# Valkeinen (sjö i Heinävesi, Södra Savolax, 62,39 N, 28,81 Ö)
Valkeinen är en sjö i kommunen Heinävesi i landskapet Södra Savolax i Finland. Sjön ligger 84,1 meter över havet. Arean är 42 hektar och strandlinjen är 5,62 kilometer lång. Sjön  ingår i Vuoksens huvudavrinningsområde.   Den ligger omkring 110 kilometer nordöst om S:t Michel och omkring 320 kilometer nordöst om Helsingfors. 
I sjön finns ön Valkeissaari. 